# Souhvězdí Lodního kýlu
Lodní kýl je jedno z 88 souhvězdí moderní astronomie, leží na jižní obloze. Ve starověku bylo součástí velkého souhvězdí Loď Argo, až ho Nicolas-Louis de Lacaille v roce 1793 rozdělil na tři menší souhvězdí: Plachty, Lodní záď a Lodní kýl.

## Hvězdy
| Hvězda | Jméno       | Hvězdná velikost |
| ------ | ----------- | ---------------- |
| α Car  | Canopus     | -0,72m           |
| β Car  | Miaplacidus | 1,86m            |
| ε Car  | Avior       | 1,86m            |
| η Car  | η Car       | 6,22m            |

Hlavní a nejjasnější hvězda souhvězdí Lodního kýlu je Alfa Carinae, nazývá též Canopus. Je to druhá nejjasnější hvězda noční oblohy (-0,72 mag), veleobr vzdálený 310 světelných let a 14 000x zářivější než naše nejbližší hvězda - Slunce. Beta Carinae se nazývá Miaplacidus a epsilon Carinae Avior. Hvězda Éta Carinae je zajímavá proměnná hvězda, v současnosti s jasností 6m. V minulosti byla však mnohem jasnější; v 19. století se rozzářila až na -1m. Leží v rozsáhlé mlhovině NGC 3372 a vzdálená je od nás 8 000 světelných let.

## Objekty
Ačkoli nepatří souhvězdí Lodního Kýlu mezi nejznámější, je poměrně bohaté na objekty. IC 2602, nazývaná i Jižní Plejády, je velká a bohatá otevřená hvězdokupa, obsahující 8 hvězd jasnějších než 6m. Je od nás vzdálená 500 světelných let. Dalšími objekty ležícími v souhvězdí jsou tři otevřené hvězdokupy NGC 2516, NGC 3114 a NGC 3532. Zatímco NGC 2516 a NGC 3532 leží ve vzdálenosti 1 300 světelných let, hvězdokupa NGC 3114 se nalézá ve vzdálenosti 3 000 světelných let od nás. Difúzní mlhovina NGC 3372 (mlhovina Carina) je viditelná pouhým okem a je 4x větší než Měsíc v úplňku. Prochází jí pás tmavého prachu. V blízkosti mlhoviny je možné pozorovat tmavý oblak prachu - mlhovinu nazývanou Klíčová dírka. Součástí tohoto souhvězdí je i reflexní mlhovina IC 2220 zvaná Toby Jug z okolí hvězdy HD 65750, která je rudým obrem.

## Poloha
Souhvězdí leží na jižní obloze, pod Plachtami a Lodní zádí, někdejšími částmi Lodě Argo.

## Legenda
Souhvězdí Lodního kýlu samo o sobě nemá žádnou legendu, jen souhvězdí Loď Argo, jehož součást tvořilo, představovalo bájnou loď Argo, na níž se Argonauti plavili za Zlatým rounem.